# ميغيل أيوسو
ميغيل أنخيل أيوسو كيخوت (17 يونيو 1952- 25 نوفمبر 2024) رجل دين كاثوليكي إسباني ومؤرخ وباحث في التاريخ الإسلامي.
في 2 أيار 1980، قدم النذور الدائمة كعضو في كمبوني المبشرين بقلب يسوع وأصبح كاهنا في 20 أيلول 1982. قبل ذلك عمل مبشرًا في كل من مصر والسودان. حمل شهادة الدكتوراه في دراسة الإسلام. و بالتزامن مع عمله كرئيس المعهد الباباوي للدراسات العربية والإسلامية، عُيّن في 30 حزيران 2012 أمينًا للمجلس البابوي للحوار بين الأديان.
في 29 كانون الثاني 2016، عينه البابا فرنسيس أسقفًا فخريًا. ارتسم في الفاتيكان في 19 آذار إلى جانب الأمريكي بيتر بريان الآبار. و هو عضو المنتدى الاستشاري في مركز الملك عبدالله بن عبدالعزيز العالمي للحوار بين أتباع الأديان والثقافات